# 관광도로

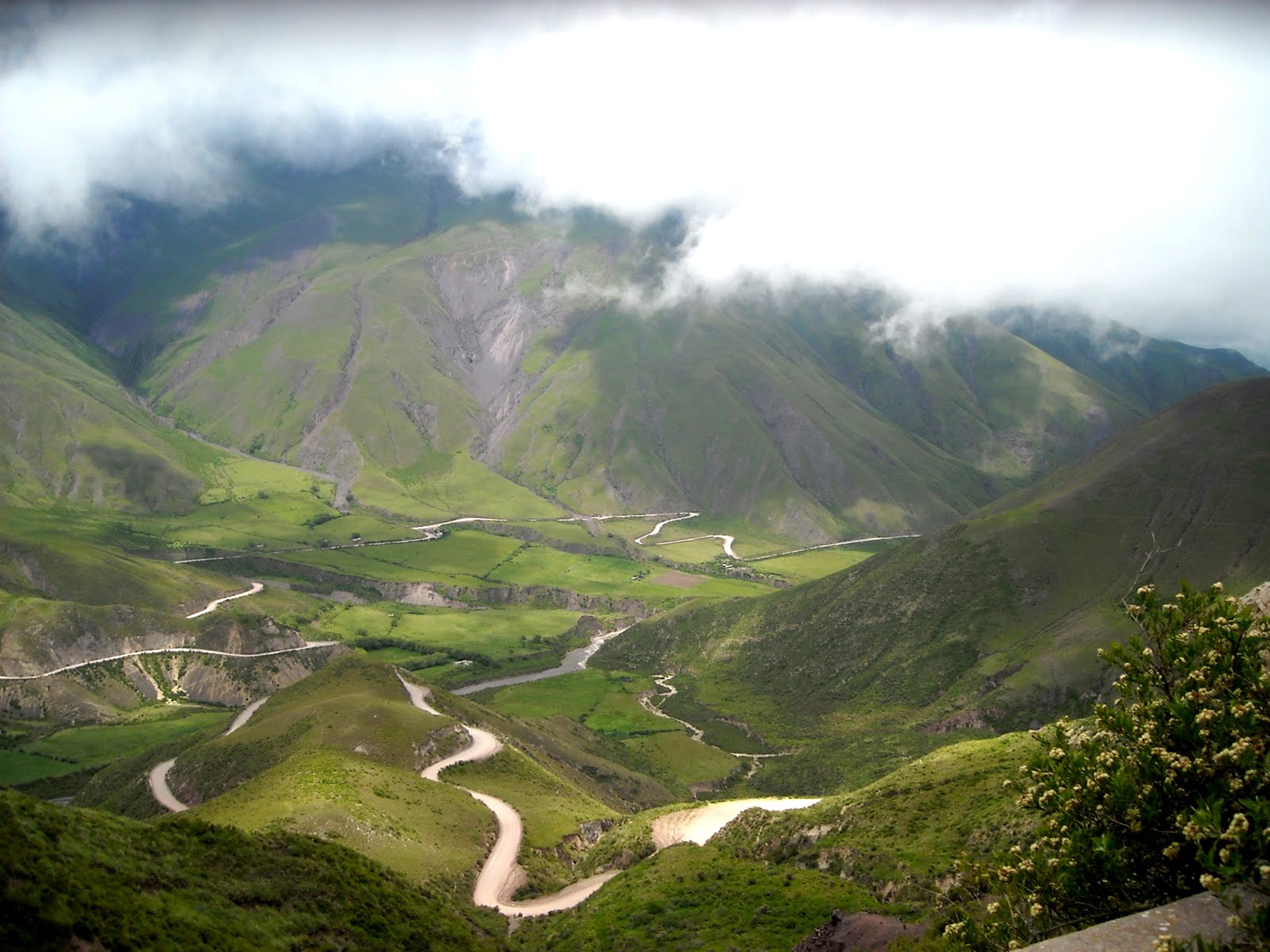
관광도로

관광도로(觀光道路, Tourist route)는 자연 경관, 문화적 경관을 감상하는 관광을 위해 지정된 도로이다. 경관도로(景觀道路, Scenic route), 테마도로, 테마로드(Theme route)라고 부르기도 한다.
관광도로는 주로 유럽에서 인기가 높은 관광 자원으로 여겨진다. 역사 유적, 산업 도시, 포도주 생산 지대, 네덜란드의 튤립, 스위스의 알프스산맥, 노르웨이의 피오르와 같이 자연의 경치, 역사, 건축 등 특정 주제를 소재로 한 관광도로가 많다.